# Championnat d'Europe féminin de rink hockey des moins de 19 ans 2008
Navigation
Championnat d'Europe féminin -19 ans 2007 Championnat d'Europe féminin -19 ans 2009
Le championnat d'Europe de rink hockey féminin des moins de 19 ans 2008 se déroule du 30 octobre au 1er novembre 2008 à Cestas en France. La compétition est remportée par l'Espagne, qui obtient ainsi son deuxième titre de champion d'Europe dans la catégorie des moins de 19 ans après celui obtenu dans l'édition précédente.

## Participants
Quatre équipes prennent part à la compétition :
- Allemagne
- Angleterre
- Espagne
- France

Le Portugal, finaliste du championnat d'Europe 2007, ne participe pas à cette édition de la compétition.

## Format
La compétition se déroule selon le même mode que l'édition précédente. Une première phase de groupe se dispute selon la formule d'un championnat où chaque équipe rencontre une fois tous ses adversaires. Lors de cette première phase, les équipes se voient attribuer respectivement 3 points, 1 point et 0 point pour une victoire, un nul et une défaite.
À l'issue de la première phase ont lieu les demi-finales et la finale. Dans une première demi-finale, l'équipe terminant première de la première phase rencontre le dernier. Les deux autres équipes se rencontrent dans l'autre demi-finale. Les deux vainqueurs se rencontrent alors en finale pour désigner le vainqueur de la compétition.

## Résultats

### Phase de groupe
L'Espagne remporte invaincue la première phase devant la France,.
| Rang | Équipe     | Pts | J | G | N | P | Bp | Bc | Diff |  | Résultats  |  |     |     |      |
| ---- | ---------- | --- | - | - | - | - | -- | -- | ---- |  | ---------- |  | --- | --- | ---- |
| 1    | Espagne    | 9   | 3 | 3 | 0 | 0 | 24 | 0  | +24  |  | Espagne    |  | 4-0 | 9-0 | 11-0 |
| 2    | France     | 6   | 3 | 2 | 0 | 1 | 13 | 4  | +9   |  | France     |  |     | 3-0 | 10-0 |
| 3    | Allemagne  | 3   | 3 | 1 | 0 | 2 | 8  | 14 | -6   |  | Allemagne  |  |     |     | 8-2  |
| 4    | Angleterre | 0   | 3 | 0 | 0 | 3 | 2  | 29 | -27  |  | Angleterre |  |     |     |      |

### Tableau final
L'Espagne et la France, les deux premiers de la première phase, se retrouvent en finale après avoir battu respectivement l'Angleterre et l'Allemagne en demi-finales. En finale, l'équipe espagnole domine la France 6-2 et remporte le titre de championne d'Europe des moins de 19 ans. L'Allemagne termine à la troisième place en battant l'Angleterre dans la petite finale,.
L'équipe féminine espagnole remporte le titre de championne d'Europe des moins de 19 ans.
|  | Demi-finales | Demi-finales |          |   | Finale | Finale |
|  | Demi-finales | Demi-finales |          |   | Finale | Finale |
|  |              |              |          |   |        |        |
|  |              |              |          |   |        |        |
|  |              |              |          |   |        |        |
|  | Espagne      | 6            |          |   |        |        |
|  | Espagne      | 6            |          |   |        |        |
|  | Angleterre   | 1            |          |   |        |        |
|  | Angleterre   | 1            | Espagne  | 6 |        |        |
|  |              |              | Espagne  | 6 |        |        |
|  |              | France       | 2        |   |        |        |
|  | France       | France       | 2        | 2 |        |        |
|  | France       |              |          | 2 |        |        |
|  | Allemagne    | 1            |          |   |        |        |
|  | Allemagne    | 1            | 3e place |   |        |        |
|  |              |              |          |   |        |        |
|  |              |              |          |   |        |        |
|  |              |              |          |   |        |        |
|  | Allemagne    | 6            |          |   |        |        |
|  | Allemagne    | 6            |          |   |        |        |
|  | Angleterre   | 1            |          |   |        |        |
|  | Angleterre   | 1            |          |   |        |        |